# Anisolepis longicauda
Anisolepis longicauda är en ödleart som beskrevs av  George Albert Boulenger 1891. Anisolepis longicauda ingår i släktet Anisolepis och familjen Polychrotidae. Inga underarter finns listade i Catalogue of Life.